# Carl Lange
Carl Georg Lange (4 de desembre de 1834 – 29 de maig de 1900) va ser un metge danès que va fer contribucions als camps de la neurologia, la psiquiatria i la psicologia.

## Biografia
Nascut en una família benestant a Vordingborg, Dinamarca, Lange va assistir a la facultat de medicina a la Universitat de Copenhaguen i es va graduar el 1859 amb una notes brillantíssimes. Després de publicar sobre les patologies neurològiques de l'afàsia, la paràlisi bulbar, les tabes dorsals i les patologies de la medul·la espinal, va assolir fama mundial amb el seu treball de 1885 "Sobre les emocions: un estudi psico-fisiològic". En ell, va plantejar que totes les emocions es desenvolupen a partir de, i es poden reduir a, reaccions fisiològiques als estímuls. Sembla que de forma independent, el nord-americà William James havia publicat un treball similar l'any anterior, però a diferència de James, Lange va afirmar específicament que els canvis vasomotors són deguts a emocions. La teoria es va conèixer com la teoria de l'emoció de James-Lange .
Va morir a Copenhaguen l'any 1900 a l'edat de 65 anys.

## Depressió major i àcid úric
El 1886 Lange va publicar "Sobre les depressions periòdiques i la seva patogènesi", una exposició sobre la malaltia no descrita anteriorment de les depressions periòdiques sense mania coneguda avui com a trastorn depressiu major. Va afirmar que la malaltia era extremadament freqüent entre els seva clintela. A partir de les observacions que va fer de l'orina dels seus pacients, va plantejar la hipòtesi que la malaltia estava relacionada amb un excés d'àcid úric a la sang i va advocar per mètodes per reduir aquesta substància, incloent entre altres profilaxis, l'ús de liti. Les seves recomanacions van ser descartades per la comunitat psiquiàtrica, així com les seves afirmacions nosològiques sobre la singularitat de la malaltia. Més tard, el 1949, es va trobar que el liti era un tractament eficaç per als trastorns de l'estat d'ànim, tot i que el concepte de diàtesi d'àcid úric estava totalment desacreditat. Tanmateix, una connexió entre l'àcid úric i la depressió no està del tot descartada científicament.